# Хорнел, Эдвард Аткинсон
Эдвард Аткинсон Хорнел (англ. Edward Atkinson Hornel, Шотландия) — шотландский художник-постимпрессионист, активный член группы Глазго Бойс.

## Жизнь и творчество
Хорнел родился в Австралии в семье эмигрантов-шотландцев, вернувшихся на родину, когда Эдвард был ещё ребёнком. Живопись он изучал в художественной школе в Эдинбурге (3 года), затем — в Антверпене, у Мишеля Верла (вместе с Уильямом Макджорджем, ещё два года).
В 1885 году художник возвращается в Шотландию, знакомится с Джорджем Генри, и оба они вступают в художественную группу Глазго Бойс, имевшей с 1890 и приблизительно по 1910 год значительное влияние на творческую жизнь живописцев Шотландии. Хорнел и Генри вместе арендуют мастерскую и иногда вдвоём работают над картинами (например, над полотном Шествие друидов за омелой). В 1892 году художественная галерея Уолкер из Ливерпуля покупает полотно Хорнела «Лето» — это была первая работа Глазго Бойз, купленная общественной картинной галереей.
В 1893—1894 годах Хорнел и Генри совершают путешествие в Японию, где Хорнел изучает местный декоративный дизайн. Вернувшись домой мастер, вдохновлённый японским искусством, создаёт целую серию своих «японских» картин. В конце XIX века работы Хорнела становятся утончённее и одушевлённее; он пишет сценки с детьми и натюрморты, имеющие большой финансовый успех. В 1901 году художник избирается в члены Королевской Шотландской Академии, однако отклоняет это предложение. В том же году он покупает большой дом в Керкудбрайте, создаёт там художественную мастерскую и разбивает сад в японском стиле. В этом доме Хорнел живёт вместе со своей сестрой Елизаветой до самой смерти.
В 1907 году он совершает путешествие в Австралию и на Цейлон, в 1922 оду — в Бирму и в Японию.

## Галерея

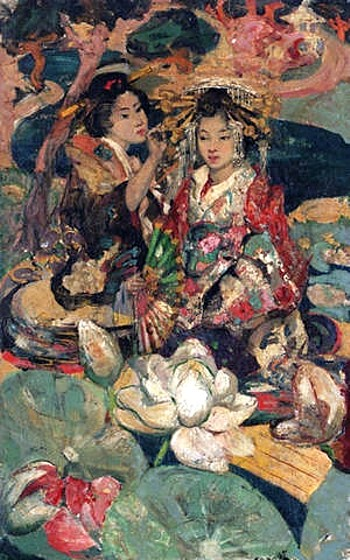
Цветок лотоса
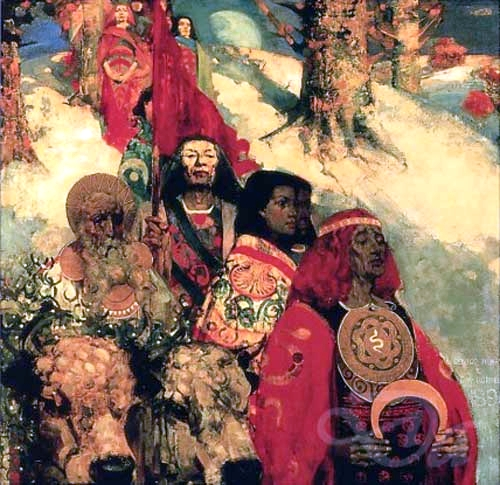
Шествие друидов за омелой
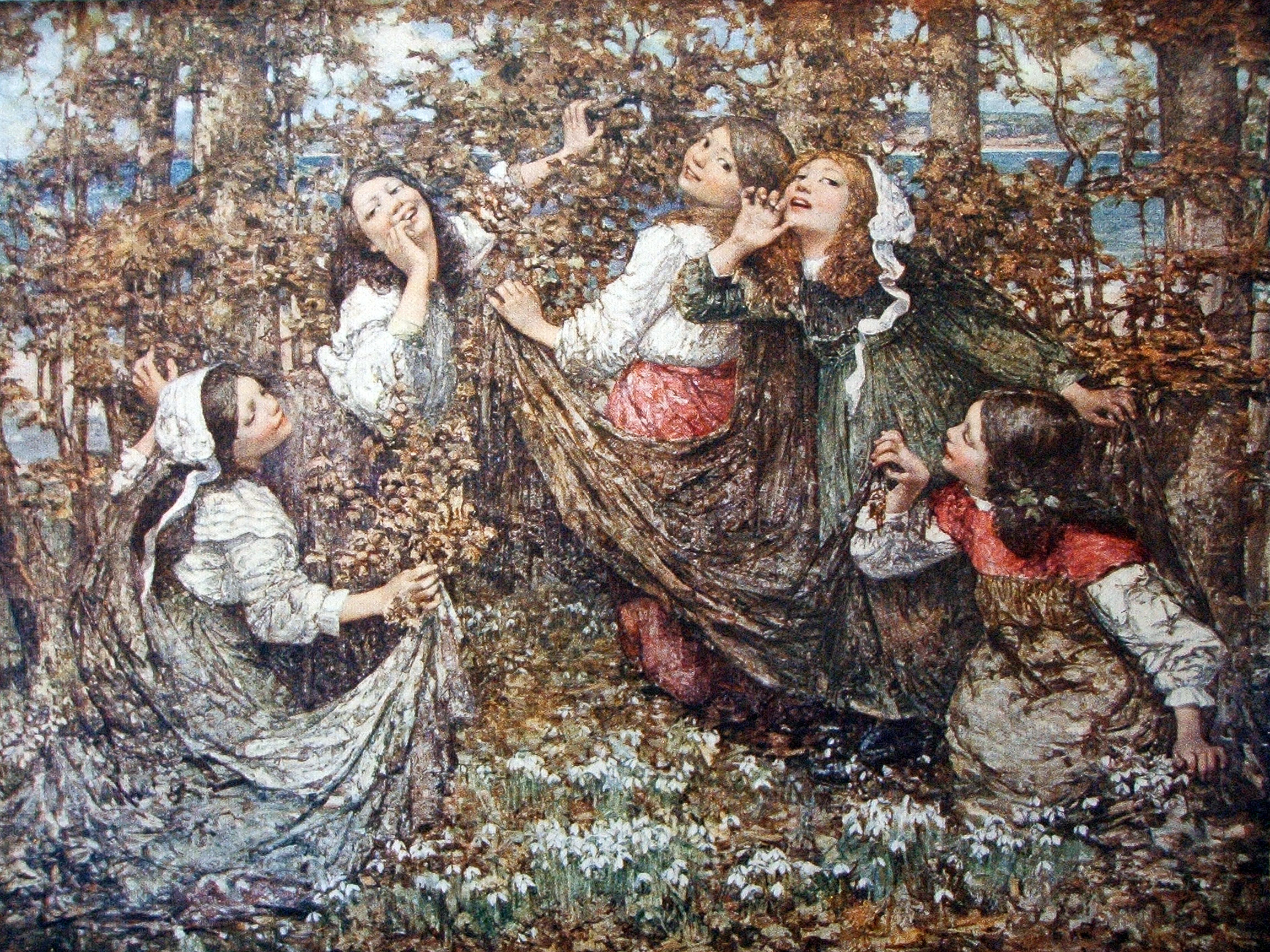
Пробуждение Земли
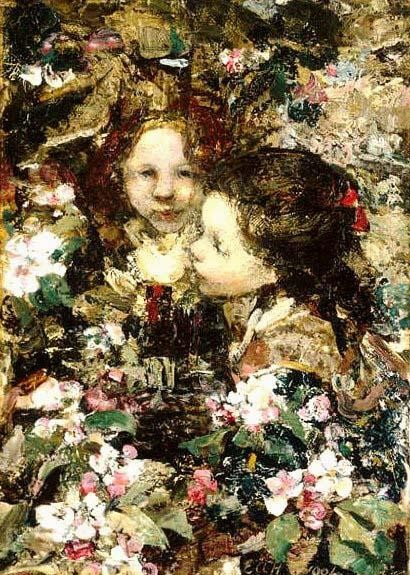
Две девочки в цвету (1910)
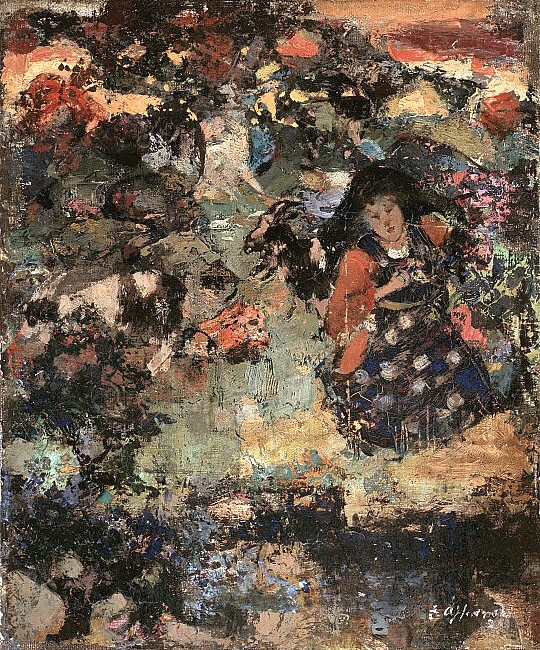
Девочка и коза (1891)
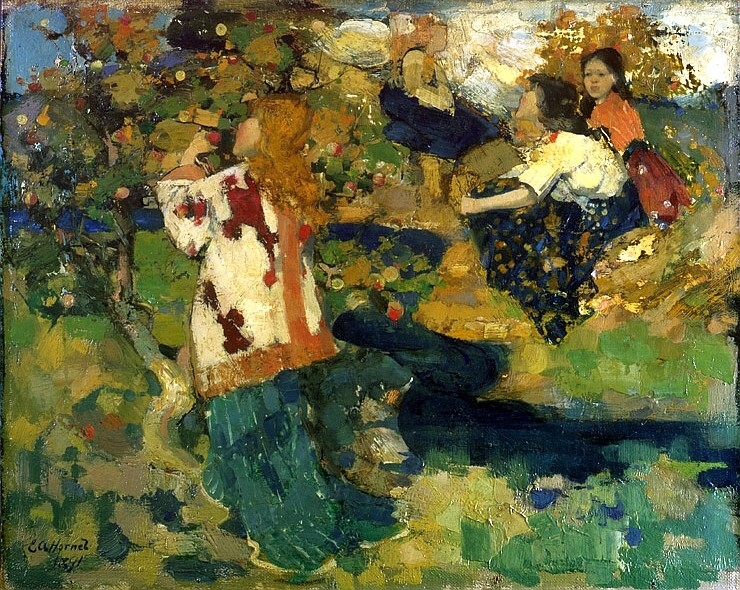
Ручей (1891)
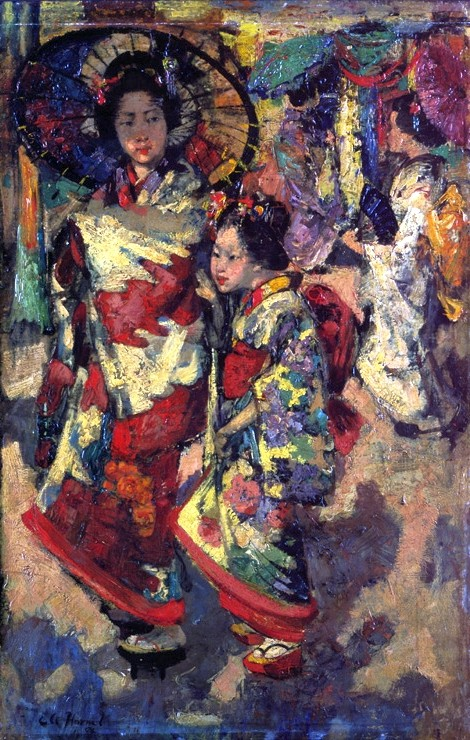
Две гейши (1894)
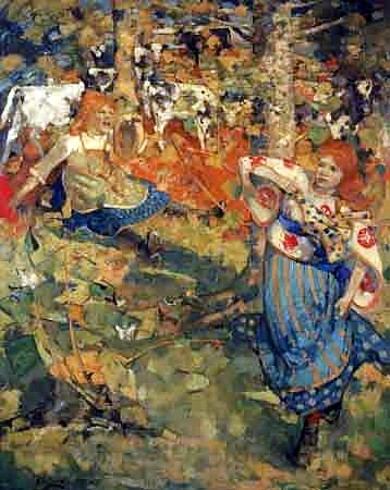
Лето (1891)
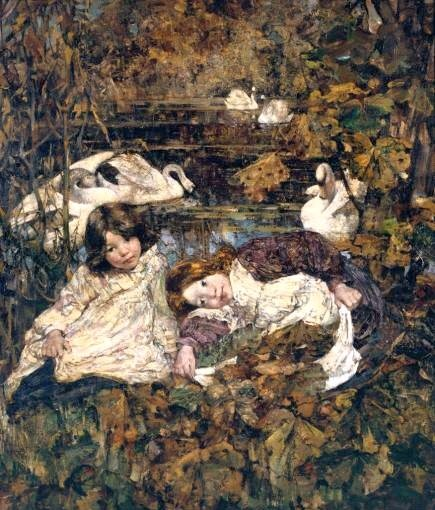
Осень (1904)
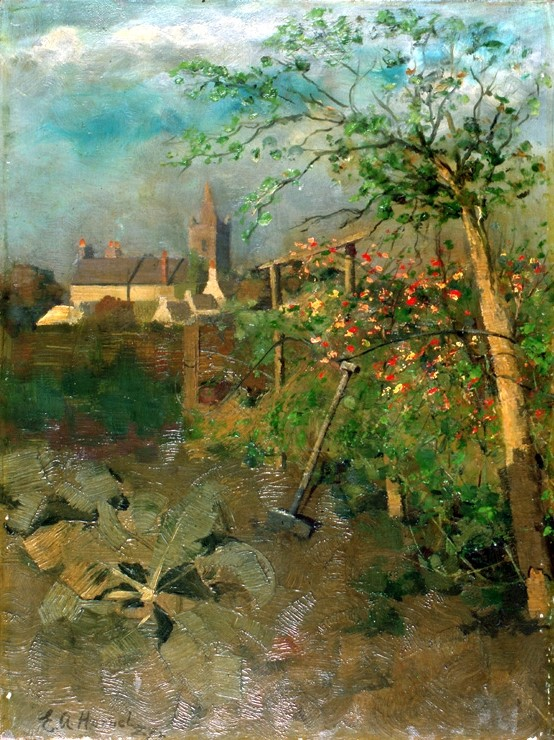
Канава за садом (1887)
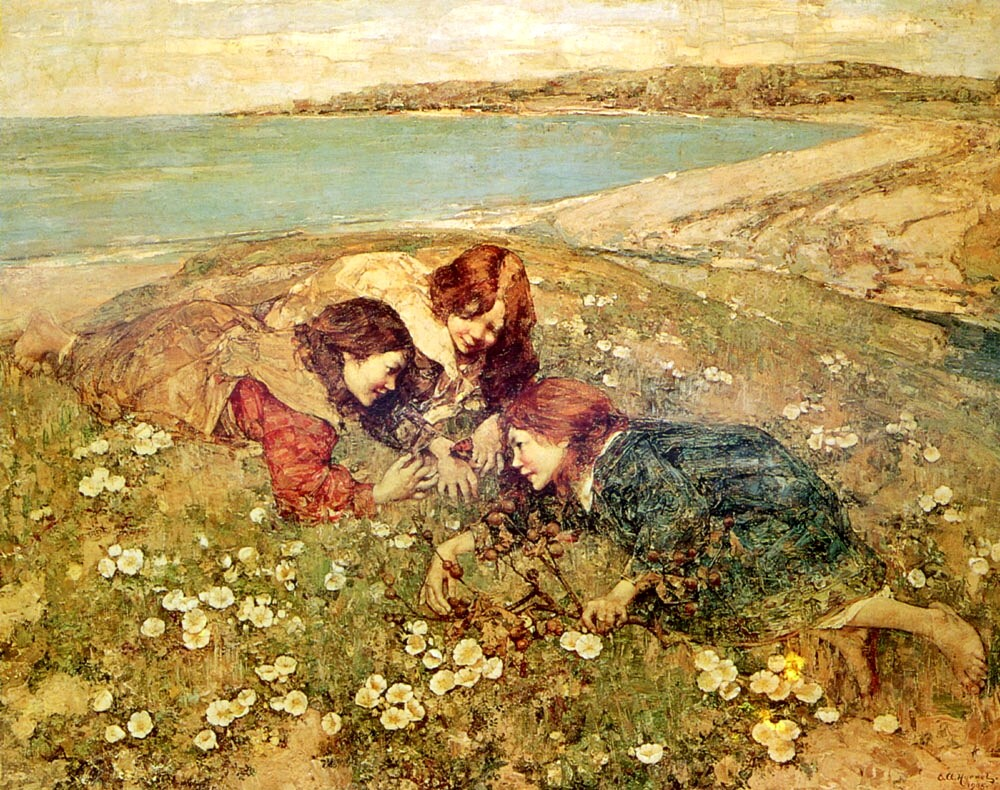
Ловля бабочек (1905)
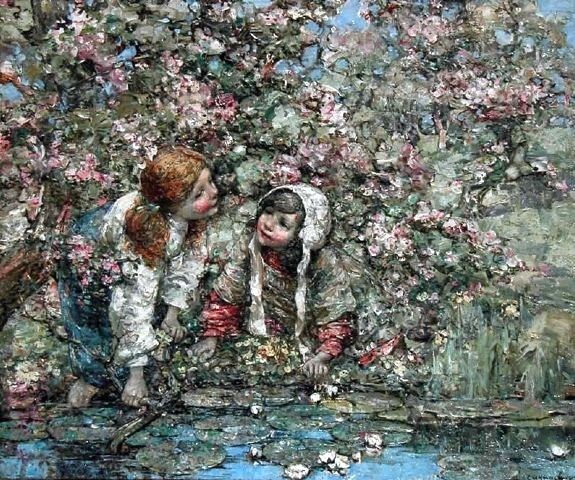
Сладкое цветение (1916)